# Mungaka
Le mungaka (ou bali, li, munga’ka, ngaaka, nga’ka.) est une langue bantoïde des Grassfields du groupe Noun parlée dans le Nord-Ouest du Cameroun, dans le département du Mezam et l'arrondissement de Bali, également dans la Région de l'Ouest, le département des Bamboutos, au sud-est de l'arrondissement de Galim, et dans le département de la Mifi au nord de l'arrondissement de Bafoussam.
Le nombre de locuteurs était d'environ 50 100 en 1982.